# Kukmaka
Kukmaka je naselje v Občini Velike Lašče.